# 久保田利伸 meets KREVA
久保田利伸 meets KREVA（くぼたとしのぶ ミーツ クレバ）は日本のR&Bの第一人者である久保田利伸とヒップホップソロMCであるKREVAによるコラボレーションユニットである。

## メンバー
- 久保田利伸
- KREVA

## 概要
TOKYO FM、JAPAN FM NETWORKのステーション･キャンペーンである『HUMAN CONSCIOUS～生命（いのち）を愛し、つながるこころ～』のコンセプトに基づくプロジェクトとしてコラボレーションが実現した。
2007年3月31日には「COUNTDOWN JAPAN」、「TOYOTA SOUND IN MY LIFE」の2つの番組の公開生放送に2人でゲスト出演を果たした。
5月からはコラボLIVEツアーを名古屋、広島、福岡、大阪、仙台、金沢、東京、松山、札幌で行われた。
久保田利伸は2～3年程前に初めてKREVAの曲を聴いて『こんなやつが日本にいるんだ！』と絶賛し、KREVAは子供のころから久保田利伸の大ファンである。
8月20日には、フジテレビ系「HEY!HEY!HEY!」に久保田利伸 meets KREVAとして出演し、ダウンタウンと音域対決などを行った。

## ディスコグラフィ
シングル
- M☆A☆G☆I☆C（2007年8月8日）